# Губернская реформа Петра I
Губе́рнская (областна́я) рефо́рма Петра́ I — реформа местного управления 1708—1715, 1719 годов.
До 1708 года территория Российского государства делилась на различные по размеру и статусу уезды (прежние княжеские земли, уделы, приказы и тому подобное) и разряды.

## Причины губернской реформы Петра I
Губернская реформа Петра I проводилась одновременно с устройством коллегий. Осуществление этой реформы диктовалось необходимостью совершенствования системы административного деления, которое во многом устарело к началу XVIII века. В XVII веке территория Московского государства делилась на уезды — округа, имевшие с городом тесные хозяйственные связи. Уезды стихийно формировались из бывших территорий завоёванных княжеств и ханств, а потому очень различались размерами. Во главе уезда стоял воевода, присланный из Москвы. В 1625 году число уездов составляло 146, помимо которых существовали волости в качестве самоуправляющихся единиц. К XVIII веку отношения между центром и провинцией стали крайне сложными и запутанными, а само управление уездами из центра — крайне громоздким. Другой важной причиной проведения губернской реформы Петра I была необходимость создания новой системы финансирования и продовольственно-материального обеспечения армии и флота для успешного ведения Северной войны 1700—1721 годов.

## Учреждение губерний
18 (29) декабря 1708 года был издан указ Петра I, согласно которому учреждались 8 губерний :

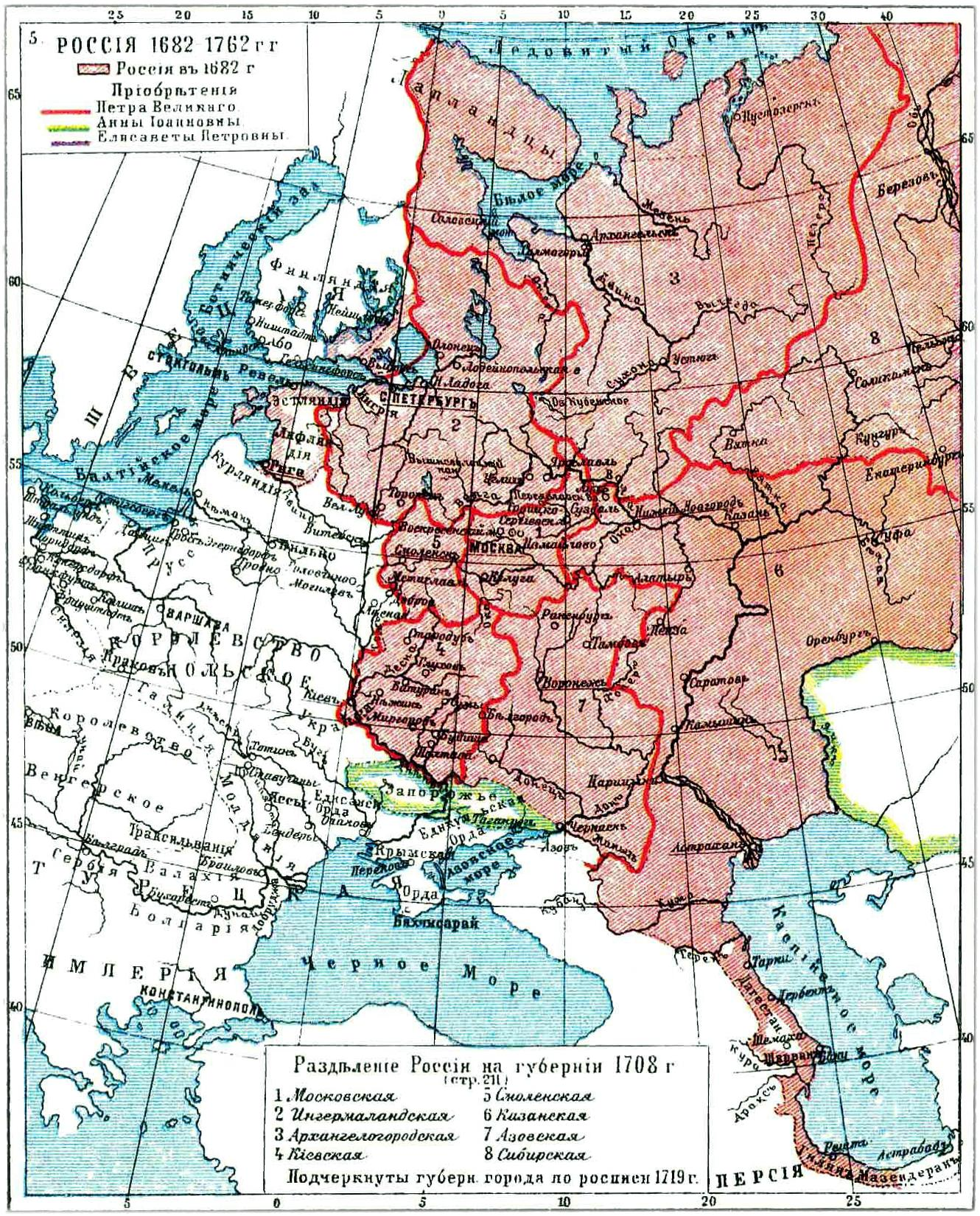
Губернская реформа Петра I в 1708 году (ЭСБЕ)

Губернии в 1708 году

- Московская с 39 городами во главе с Стрешневым Тихоном Никитичем;
- Ингерманландская (позднее Санкт-Петербургская) с 29 городами во главе с Меншиковым Александром Даниловичем;
- Киевская с 56 городами во главе с Голицыным Дмитрием Михайловичем;
- Смоленская с 17 городами во главе с Салтыковым Петром Самойловичем;
- Архангелогородская с 20 городами во главе с Голицыным Петром Алексеевичем;
- Казанская с 71 городами во главе с Апраксиным Петром Матвеевичем;
- Азовская с 77 городами во главе с Апраксиным Фёдором Матвеевичем;
- Сибирская с 30 городами во главе с Гагариным Матвеем Петровичем.

Территория губерний была достаточно обширной. Например, Московская губерния включала в себя современную Московскую, Калужскую, Тульскую, Рязанскую, Владимирскую, Костромскую и часть Ярославской области.
Впоследствии Пётр увеличил число губерний еще на две, образовав Рижскую, Астраханскую и Нижегородскую, а Смоленскую уничтожив как самостоятельную, поделив её между Московской и Рижской губернией.

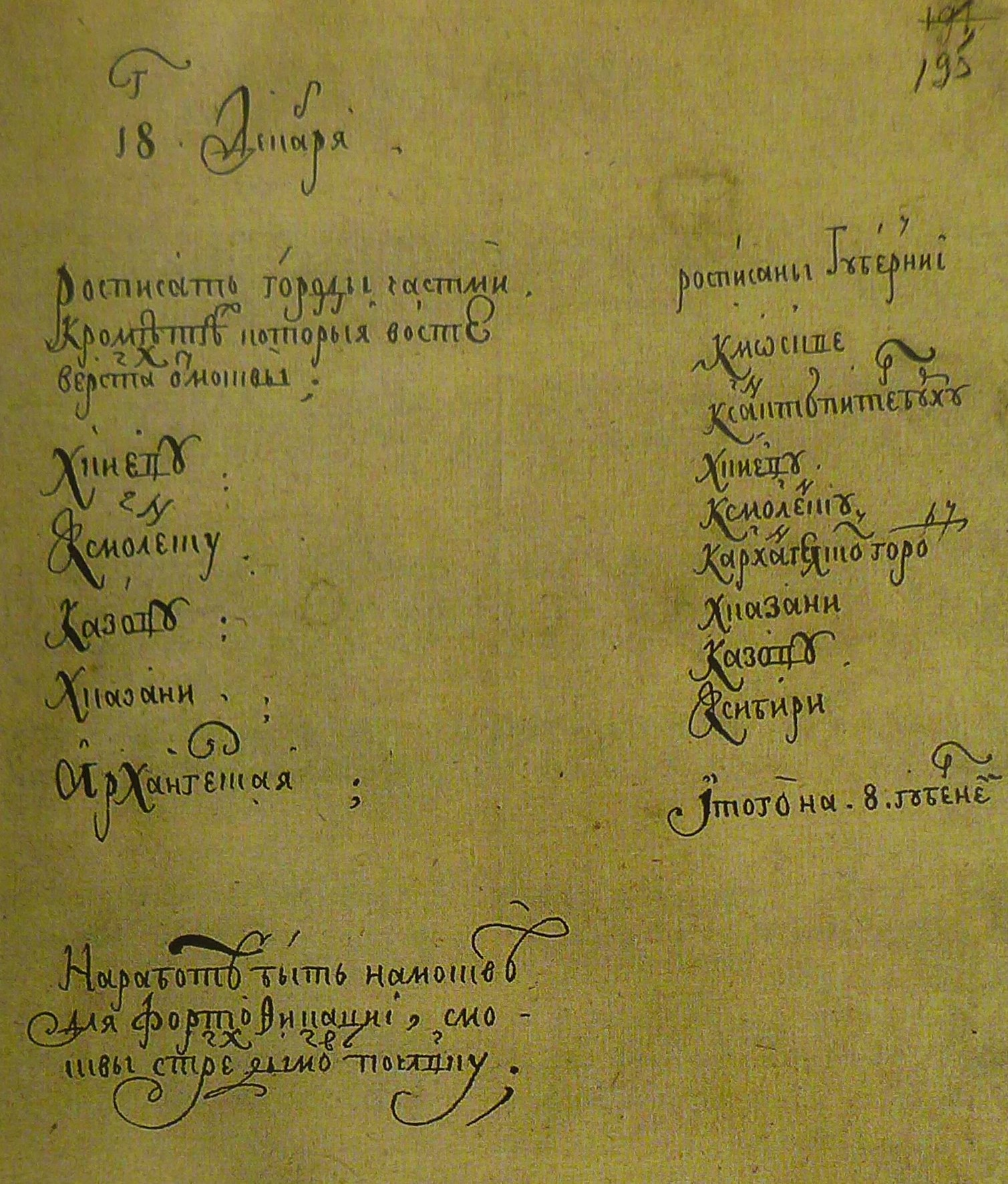
Запись в Ближней канцелярии Указа об учреждении губерний и о расписании к ним городов

Пять из десяти губерний — Ингерманландская, Рижская, Архангелогородская, Азовская и Астраханская — были приморскими, причём к ним были приписаны области, находящиеся далеко от моря. Делалось это для того, чтобы налоговые сборы с этих областей содержали флот (с этой же целью 25 городов с уездами были приписаны к корабельным лесам). Малороссия имела своё гетманское управление, но в городах края находились русские гарнизоны, и в военном отношении область управлялась русским губернатором.

## Система управления
Во главе губерний были поставлены губернаторы, люди преимущественно военные. Губернаторы командовали расположенными в губернии войсками и в то же время были главными начальниками гражданского управления. Губернаторы других губерний не всегда были военными, например, в Казанской и Нижегородской губернии. Никаких задач по устройству местного благосостояния на губернаторов не возлагалось. Они должны были: собирать казённые сборы, блюсти за тем, чтобы все повинности, падавшие на губернию, были исполнены, чтобы определённое с губернии количество рекрутов и работных людей было доставлено в срок. Если губернатор доставлял денег, запасов, рекрутов сверх назначенного числа, то его ожидало царское благоволение. Если был недобор, то губернатору грозил штраф за каждого недостающего человека вплоть до конфискации в пользу государства его имения.
С 1712 года при губернаторах учреждались особые советы ландратов. Указом 20 (31) января 1714 года ландратов полагалось избирать в городах или провинциях из числа дворян. Но эта мера осуществлена не была: окончательное утверждение ландратов было передано Сенату. В 1716 году Сенату было предписано назначать в ландраты офицеров, уволенных со службы вследствие ран или старости и не имеющих деревень. Ландратовое жалование являлось как бы пенсией этим отставным. Таким образом, ландраты могли быть назначены сенаторами не из среды местного дворянства. По указу 24 апреля (5 мая) 1713 года ландраты составляли совет при губернаторе, причём губернатор выполнял роль президента. Дела в этом совете ландратов при губернаторе решались большинством голосом. По закону ландраты не подчинялись губернатору, а были его товарищами. Но на самом деле совет ландратов оказался в большой зависимости от губернатора, который смотрел на них как на помощников.
С 1715 года губерния разделялась на доли по 5536 дворов в каждой, и каждая доля находилась в ведении особого ландрата, который в пределах своей доли управлял всякими долями и земскими делами. В 1715 году ландратам было приказано жить в пределах своей доли в определённом городе, а уездные воеводы были отменены. При губернаторе постоянно находились два ландрата, а ландраты, управлявшие долями, должны были съезжаться в губернском городе раз в год. В этой роли ландраты из советников очень скоро перешли в положение исполнителей губернаторских поручений и под руководством губернаторов ведали разнообразными делами по губернскому управлению — собирали провиант для армии, налоги, рабочих для строительства и земляных работ на острове Котлин и в Санкт-Петербурге, высылали в столицу ямщиков, кузнецов, плотников, составляли различные отчётные ведомости, принимали участие в распределении сборов в губерниях, в переписке и освидетельствовании количества дворов и т. д.
Ещё с 1699 года прежние уезды стали именоваться провинциями. Во главе провинций остались прежние воеводы; в 1710 году они были переименованы в комендантов. Воеводы крупных городов стали называться обер-комендантами, а подчинённые обер-коменданту воеводы мелких городов — просто комендантами. С 1715 года обер-комендантов и комендантов в городах, где не было гарнизонов, заменили ландрихтеры. Провинцией называли такие округа, которые были очень удалены от губернского города и сами по себе составляли определённый хозяйственный и административный округ. Так, приписанные к Петербургской губернии верхневолжские города, с Ярославлем во главе, составляли особую Ярославскую провинцию, и это была единственная провинция Петербургской губернии. Таким образом, правильного разделения петровских губерний на провинции в описываемое время сделано не было: административным делением до 1715 года была доля. В Архангелогородской губернии были две провинции — Галицкая и Устюжская, в Московской губернии — восемь провинций, в Киевской — ни одной, потому что Малороссия делилась на полки.

## Реформа 1719 года

Губернии и провинции Российской империи в 1720—1727 годах

Это первоначальное петровское разделение территории государства на восемь, а потом на десять больших губерний, а каждой губернии на доли, имело в виду военно-финансовые нужды. Когда выяснилось, что война подходит к концу, Пётр серьёзно задумался над устройством страны для мирного времени. В 1718 году, когда шла работа по учреждению коллегий, Пётр решил провести переустройство местного управления. Как известно, коллежское управление устраивалось по шведскому образцу. Но шведское устройство коллегий опиралось на административное, поэтому один из главных руководителей коллежской реформы, Фик, предложил провести устройство области в зависимости от нового коллежского распорядка.
В Швеции административное деление имело три степени: низшим делением был приход — кирхшпиль, средним — герад, округ, объединявший до 1000 дворов сельского населения, высшим — ландсгевдингство. Управителями кирхшпиля, герада и ландсгевдингства были — кирхшпильфохт, герадс-фохт и ландсгевдин, затем в гераде и ландсгевдингстве были особые судьи — герадс-гевдинг, или в прибалтийских провинциях ландрихтер, и лагман, который в прибалтийских провинциях именовался обер-ландрихтер. Таким образом, административно-территориальное деление Швеции послужило прообразом российского. Но это не было «слепым» подражанием, поэтому шведская модель приспосабливалась к российским условиям. С осени 1718 году Сенату было поручено обсуждение нового губернского устройства. В его ходе Сенат отказался от введения низших единиц шведской области, кирхшпилей, объяснив это низким уровнем развития крестьянства. Два других шведских провинциальных деления — герад и ландсгевдингство — были приняты под названием дистрикт и провинция. В Швеции герад охватывал не более 1000 крестьянских дворов, в России дистрикт предполагалось устроить вдвое большим. Это диктовалось необходимостью более дешёвого устройства управления, так как более дробное деление увеличило бы количество чиновников.
26 ноября (7 декабря) 1718 года Пётр утвердил решение Сената о введении шведских губернских учреждений и назначил годичный срок для окончательного устройства нового областного управления. С июля 1719 года новые административно-территориальное деление вводилось в Санкт-Петербургской губернии, а с 1720 года — повсеместно. По новому учреждению в Санкт-Петербургской губернии были образованы 14 провинций. Каждая провинция делилась на 5 дистриктов, состоявших из 1500—2000 дворов. В отличие от губернского и провинциального, управление дистрикта носило название земского. Во главе каждого дистрикта стоял для управления земский комиссар, при каждом земском комиссаре состояли подьячий и три рассыльщика. Начальником провинции был воевода. Кроме судебных чинов в провинциальном управлении значились ещё правитель канцелярии воеводы, именовавшийся земским секретарём; камерир, подчинённый Камер-коллегии и исполнявший функции начальника финансового управления провинции; рентмейстер — казначей, собиравший и хранивший деньги в рентерее, то есть казне. К провинциальному управлению принадлежали ещё земский фискал, землемер, вальдмейстер, гевальтигер, или тюремный староста, и некоторые другие чины. При всех этих начальниках состояли писцы и подьячие.
29 мая (9 июня) 1719 года Пётр утвердил распределение на провинции и других губерний. По смыслу этого указа провинция должна была стать высшим административным делением, но этот указ не отменял прежних губерний. Это было обусловлено необходимостью существования губерний в качестве военных округов. Провинциальный воевода не был подчинён губернатору и только иногда становился в известное ему подчинение как к военному начальству, например, по делам о рекрутском наборе. Затем с 1722 года воевода был сделан представителем провинциального суда, а губернаторы стали президентами высших надворных судов, при этом воевода подчинялся не лично губернатору, а надворному суду — коллегиальному учреждению, представителем котором был губернатор.
Указ Петра о том, чтобы новое административное управление начало действовать с 1 (12) января 1720 года, мало осуществился, потому что назначение на второстепенные должности, производимое коллегиями, шло достаточно медленно. Например, в сентябре 1720 года в Астраханской провинции не было ни рентмейстеров, ни камерира, ни одного комиссара, а в Галицкой провинции даже в июле 1721 года не было своего рентмейстера.
В течение 1720—1721 годов новое местное управление было введено по всей России. Во главе провинции стал воевода. Воевода должен был руководствоваться особой инструкцией. По ней воеводам предписывалось управлять провинцией в государственных интересах, заботиться о внешней безопасности провинции от неприятельского вторжения, не допускать в неё неприятельских шпионов. Воевода должен был следить за внутренней безопасностью провинции, соблюдением прав всех сословий. Ему даже приписывалось заботиться о крепостных крестьянах: воевода должен был брать в опеку деревни тех помещиков, которые оказывались «непотребными и беспутными разорителями». Воевода представлял в Сенат и коллегии особые записки, так называемые «мемориалы», в которых излагал свои соображения о способах улучшения торговли и мануфактур. Однако многое, что приписывалось инструкцией, воевода выполнить не мог в связи с отсутствием каких-либо возможностей: например, учреждение госпиталей.
Для ведения всего податного дела в петровской провинции был камерир, но и воевода принимал участие в сборах податей. По инструкции, воеводе приписывался надзор за финансовым управлением провинции. Он должен был наблюдать за правильностью взимания с населения сборов, а также расходами провинции.
Правой рукой воеводы и главным исполнителем по финансовой части в провинции был камерир. Он был непосредственным заведующим казённого имущества. Камериру подчинялись рентмейстер, провиантмейстер и земские комиссары, предоставлявшие ему отчёты. Камерир вёл переписную, земскую, вычетную и главную книги. В переписную книгу заносились все деревни, дворы. В земскую книгу вносили приходо-расходные ведомости земских комиссаров после проверки. В вычетную книгу — недоимки, в главную — окладные и неокладные доходы провинции. В качестве заведующего казённым имуществом камерир обязан был ревизовать казначейство и провиантские магазины. При камерире была камерирская контора, которая выписывала ордеры в казначейство к рентмейстеру на приём и выдачу денег, к заведующему провиантскими магазинами на приём и выдачу хлеба.
В провинции появились рентмейстеры — казначеи, подчинённые камериру. Рентмейстера назначала Штатс-контор-коллегия. В его обязанности входил приём денег, поступающих от плательщиков, земских комиссаров и магистратов, а также выдача суммы по законным требованиям.
Во главе управления дистриктами стояли земские комиссары. До 1724 года комиссаров назначала Камер-коллегия. С 1724 года рядом с этими назначенными комиссарами начали действовать так называемые «комиссары от земли», избираемые уездными землевладельцами из своей среды на определённый срок. Комиссару поручалось попечению благосостоянию, просвещению дистрикта. В ведении комиссара находилась выборная сельская полиция — сотские и десятские старосты, избираемые на год на особых сходах, состоявших из старост и выборных. Избранные на этих сходах отправлялись в воеводскую канцелярию, где их приводили к присяге и выдавали им инструкции. Наблюдению сотского старосты поручалось около сотни крестьянских дворов, составлявших иногда небольшую округу. Из жителей деревень, входивших в состав сотни, избиралось девять десятских, подчинённых сотскому. Сотский и десятский исполнял обязанности низших полицейских служителей при комиссаре.
Земский комиссар являлся начальником полиции. Он содействовал судебной власти путём поимки преступников и доставления суду всяких требуемых судебной властью справок. Также комиссар должен был заботиться о состоянии дорог и мостов, о своевременном поступлении и сборе денежных и натуральных повинностей.
В 1724 году, с введением подушной подати и расквартированием армии, вся Россия, кроме деления на провинции и дистрикты, делилась на полковые дистрикты.

## Восприятие чиновничеством
Историк Д. А. Редин отмечает, что в ходе губернской реформы местный административный корпус демонстрировал приверженность старым методам управленческой практики, с трудом усваивая как новые принципы организации делопроизводства, так и новую административную лексику. Основная масса местного чиновничества едва ли может быть отнесена к тем, кто понимал, принимал и осознанно реализовывал петровские преобразования, их деятельность покоилась на традициях приказно-воеводской практики управления и восприятия реальности. Приказы о нововведениях воспринимались механически, в духе покорности государевой воле, которая не нуждается в мотивировках и должна исполняться по мере сил.
Однако были те, в основном имевшие иностранное происхождение или военно-техническое образование, кто понимал потребность в переменах.

## Значение губернской реформы Петра Великого
Губернская реформа Петра I придала государственной жизни России бюрократический характер западноевропейского толка. Реформа сыграла значительную роль для победы в Северной войне 1700—1721 годов, наметила разделение судебной и административной властей, военной и гражданской службы. Однако значительно увеличивался штат государственных служащих, а значит, и затраты на их содержание, хотя они были значительно меньше, чем в Швеции.